# Егејско море (тема)
Егејско море (грчки: θεμα του Αιγαιου Πελαγους) је била византијска тема у северном делу Егејског мора основана средином 9. века. Једна је од три "поморске теме" (грчки: θεματα ναυτικα) Византијског царства. Углавном је служила за обезбеђивање византијског бродовља и морнарице. 

## Историја
Егејска острва су у касној антици била окупљена у посебну целину. Термин Αιγαιου Πελαγους се по први пут појављује почетком 8. века на пелатима неколико комеркиарија (цариника). Један печат, који је датиран у 721/2. годину, се односи на службено лице задужено за сва грчка острва. Овај печат могуће указује на продужетак постојања старе римске покрајине која је обухватала острва северног и западног Егејског мора. Егејска острва су у 7. и 8. веку била у саставу тема Карависијанаца и Кивиреоте. Крајем 8. века појављују се команде друнгарија Егејског мора (који очигледно контролише северни део мора) и друнгарија "дванаест острва" или "залива" (Kolpos), задужен за југ мора. Касније је друнгарије "дванаест острва" прерастао у стратега Самоса, док је друнгарије "Егејског мора" постао стратег Егејског мора која обухвата северна егејска острва као и Дарданеле и јужне обале Пропонтиде (Мраморног мора). Тема је створена пре 843. године јер се њен стратег помиње у Тактикону Успенског писаног 842/3. године. Тема Егејско море је, као и остале теме, била издељена на турме и банде са својом војском и цивилним званичницима. У областима Дарданела и Пропонтиде, међутим, друнгарије, касније стратег Егејског мора, дели власт са стратегом Опсикије. Стратег Опсикије је вероватно задржао власт над државном управом док је стратег Егејског мора био задужен за опремање флоте и регрутацију. Слична ситуација постојала је и у теми Самос. Према наводима Константина Порфирогенита (913-959), теми Егејског мора прикључени су почетком 10. века Лезбос (седиште стратега), Лемнос, Имброс, Тенедос, Хиос (касније прикључен Самосу), Споради и Киклади. Податак из 911. године сведочи о постојању 2610 веслача и 400 маринаца у флоти теме Егејског мора. Покрајина је опстала до краја 10. или почетка 11. века када је постепено подељена на мање теме. Киклади, Споради, Хиос и регион око Абидоса стекли су сопствене стратеге. Тема Егејског мора обухватала је само обале Пропонтиде и регион око Цариграда. До краја 11. века је оно мало флоте ове теме прикључено царској морнарици под командом мега дукса. Потом је, у 12. веку, тема Егејског мора спојена са Опсикијом у једну покрајину што је потврђено и уговором Partitio terrarum imperii Romaniae из 1204. године. Тема је званично престала да постоји 1204. године по паду Цариграда у Четвртом крсташком рату. 